# Heringsirály
A heringsirály (Larus fuscus) a madarak (Aves) osztályába a lilealakúak rendjébe, ezen belül a sirályfélék (Laridae) családjába tartozó faj.

## Előfordulása
Az északi féltekén északon a jéghatárig, délen Portugáliáig fészkel.

## Alfajai
- Larus fuscus fuscus (fekete dolmány, halvány fejcsíkok télen) – Skandinávia keleti fele, a Balti-tenger vidéke
- Larus fuscus intermedius (sötétszürke dolmány) – Dánia, Norvégia, Hollandia
- Larus fuscus graellsii (szürke dolmány) – Brit-szigetek, Izland, Észak-Franciaország
- Szibériai heringsirály (Larus fuscus heuglini) (világos dolmány) – Észak-Oroszország (Sokak szerint valójában az ezüstsirály (Larus argentatus) alfaja.) Magyarországon ritka, alkalmi vendég.

## Megjelenése
A heringsirály teste és feje fehér, háta sötétszürke-fekete, lába, szeme és csőre sárga. Az alsó csőrkáván piros folt díszlik, a szárnyvégek pedig feketék. A fiatal egyedek rejtőszínűek, és gyakorlatilag megkülönböztethetetlenek az ezüstsirályoktól. Testük sötétebb, nyakuk és fejük világosabb barna-krémszínű, csőrük és szemük fekete, lábuk pedig hússzínű.
A nagyobb termetű sirályfélék közé tartozik. Testhossza 52-67 centiméter, szárnyfesztávolsága 120-135 centiméter. A hímek némileg nagyobbak a tojóknál, egyébként a nemek egyformák. A nőstény egyedek tömege 545-910 gramm, míg a hímeké a 600 grammtól az egy kilogrammig terjedhet.
|  |  |  |

## Életmódja
Állandó madár, azonban telente gyakran kóborol, hogy jobb tápláléklelőhelyre bukkanjon. Mint a legtöbb sirály, ez a faj is mindenevő: halak, egyéb állatok, rovarok, férgek, kisemlősök, madártojás, fiókák teszik ki étrendjének zömét, de akár szeméttelepeken is kutathat hasznosítható hulladék után. Hangja az ezüstsirály kiáltásaira emlékeztet a leginkább.

## Szaporodása
Telepesen fészkel, gyakran az ezüstsirályokkal egy kolóniában, ami sziklapárkányokon vagy az alacsony aljnövényzetű talajon alakul ki. A fészek általában egy nagyobb hínárkupac, amelynek körzetét a pár hevesen védelmezi a betolakodóktól. A tojó és a hím által váltásban melengetett évi egy fészekalj 1-4 tojást számlál, amelyek 24-27 nap múlva kelnek ki. A fiókák 30-40 nap után repülnek ki, addig a pár mindkét tagja eteti őket. Bár már kikelésükkor elég fejlettek ahhoz, hogy járni tudjanak, kirepülésükig a fészeknél maradnak (félig fészekhagyók, helybenülők).
|  |  |

## Kárpát-medencei előfordulása
Magyarországon rendszeres vendégnek számít, április–május és október–november hónapokban látható vizeinknél. Olykor egy-egy példány áttelel.

## Védettsége
Európai léptékben stabil állományú a faj, SPEC értékelése 4-es. Bár Magyarországon az állomány stabil, a heringsirály védettséget élvez, természetvédelmi értéke 50 000 forint.